# USS Russell (DDG-59)
USS Russell (DDG-59) — дев'ятий ескадрений міноносець КРО в першій серії Flight I типу «Арлі Берк». Збудований на корабельні Ingalls Shipbuilding, приписаний до військово-морської бази Норфолк, штат Вірджинія. Спущений на воду 20 жовтня 1993 року. Введений в експлуатацію 20 травня 1995 року.
Есмінець «Рассел» названий на честь контрадмірала Джона Генрі Рассела і його сина, коменданта Корпусу морської піхоти Джона Генрі Рассела молодшого.

## Бойова служба
З травня по листопад 1996 року в складі бойової групи авіаносця USS «Carl Vinson» (CVN 70) був розгорнутий в західній частині Тихого океану і в Перській затоці.
29 січня 2000 року залишив військово-морську базу Перл-Харбор для розгортання в складі бойової групи авіаносця USS «John C. Stennis» (CVN-74), з якого повернувся в порт приписки 7 липня. Наприкінці вересня встав в сухий док для планового ремонту, який тривав майже три місяці. 23 листопада розпочав ходові випробування.
У травні 2004 р. есмінець «Рассел» у рамках щорічних навчань вирушив на чотиримісячне розгортання разом з кількома іншими кораблями (USS McCampbell (DDG-85), USCGC Mellon (WHEC-717), USS FortMcHenry (LSD 43), рятувальним судном USS Salvor).
9 березня 2006 року ввійшов до складу бойової групи авіаносця USS «Abraham Lincoln» (CVN-72), яка була розгорнута в західній частині Тихого океану і Перській затоці.
21 лютого 2008 р. есмінець «Рассел» разом з крейсером УРО USS Lake Erie (CG-70) і есмінцем УРО USS Decatur (DDG-73) брав участьв перехопленні несправних американських супутників зв'язку.
У червні 2008 р., «Рассел» урятував приблизно 70 людей на судні що вийшло з ладу в Аденській затоці
5 січня 2010 року залишив порт приписки Перл-Харбор для запланованого розгортання в зоні відповідальності 5-го і 7-го флоту США, з якого повернувся 6 серпня.
13 квітня 2011 прибув на корабельню в Перл-Харбор для проходження ремонту, який тривав три місяці. 14 липня розпочав ходові випробування, які проводилися біля узбережжя Гаваїв. 1 вересня покинув порт приписки для самостійного розгортання в зоні відповідальності 5-го і 7-го флоту США, з якого повернувся 23 квітня 2012 року.
3 січня 2013 року залишив Перл-Харбор і попрямував в новий порт приписки Сан-Дієго, куди прибув 15 січня. 24 травня корабельня компанії BAE Systems в Сан-Дієго отримала контракт вартістю 50 млн доларів США на проведення модернізації корабля, які були проведені з 19 липня по 9 квітня 2014 року.
2 липня 2014 роки повернувся на військово-морську базу в Сан-Дієго після закінчення 12-місячного ремонту.
9 вересня 2015 року залишив порт приписки Сан-Дієго для запланованого розгортання в Аравійській затоці. 20 вересня прибув в район зони відповідальності 7-го флоту США. 10 квітня 2016 року повернеться в порт приписки після завершення незалежного розгортання в зоні відповідальності 5-го і 7-го флоту США.
з 13 по 24 травня 2019 р. взяв участь у військових навчаннях Northern Edge 2019, що проходили біля берегів Аляски.
17 січня 2020 року в складі авіаносної-багатоцільової групи ВМС США з флагманом — атомним авіаносцем USS Theodore Roosevelt взяв участь розгортанні в зоні відповідальності Індо-Тихоокеанського командування ВС США. В разі чергового загострення обстановки навколо Ірану, за рахунок цих сил буде посилено угруповання ЗС США.